# ルイジ・ノーノ (画家)
ルイジ・ノーノ（Luigi Nono、1850年12月8日 - 1918年10月17日）はイタリアの画家である。

## 略歴
現在はヴェネツィアの一部であるフシナ(Fusina) で生まれた。翌年、家族と富裕なヴェネツィアの人々が住むサチーレに移った。ヴェネツィア美術アカデミーで歴史画を得意とするポンペオ・マリーノ・モルメンティ(Pompeo Marino Molmenti)に学んだ。20歳になった時、ポルデノーネ県のポルチェニーゴに移り、風景や、村人の日常を描く風俗画を描くようになった。
ヴェネツィアのビエンナーレに毎回、参加し、トリノやミラノの展覧会にも出展した。 1901年には個展も開いた。1899年からヴェネツィア美術アカデミーで教え始めた。
同名の甥、ルイジ・ノーノ(1924-1990)は作曲家として知られている。

## 作品

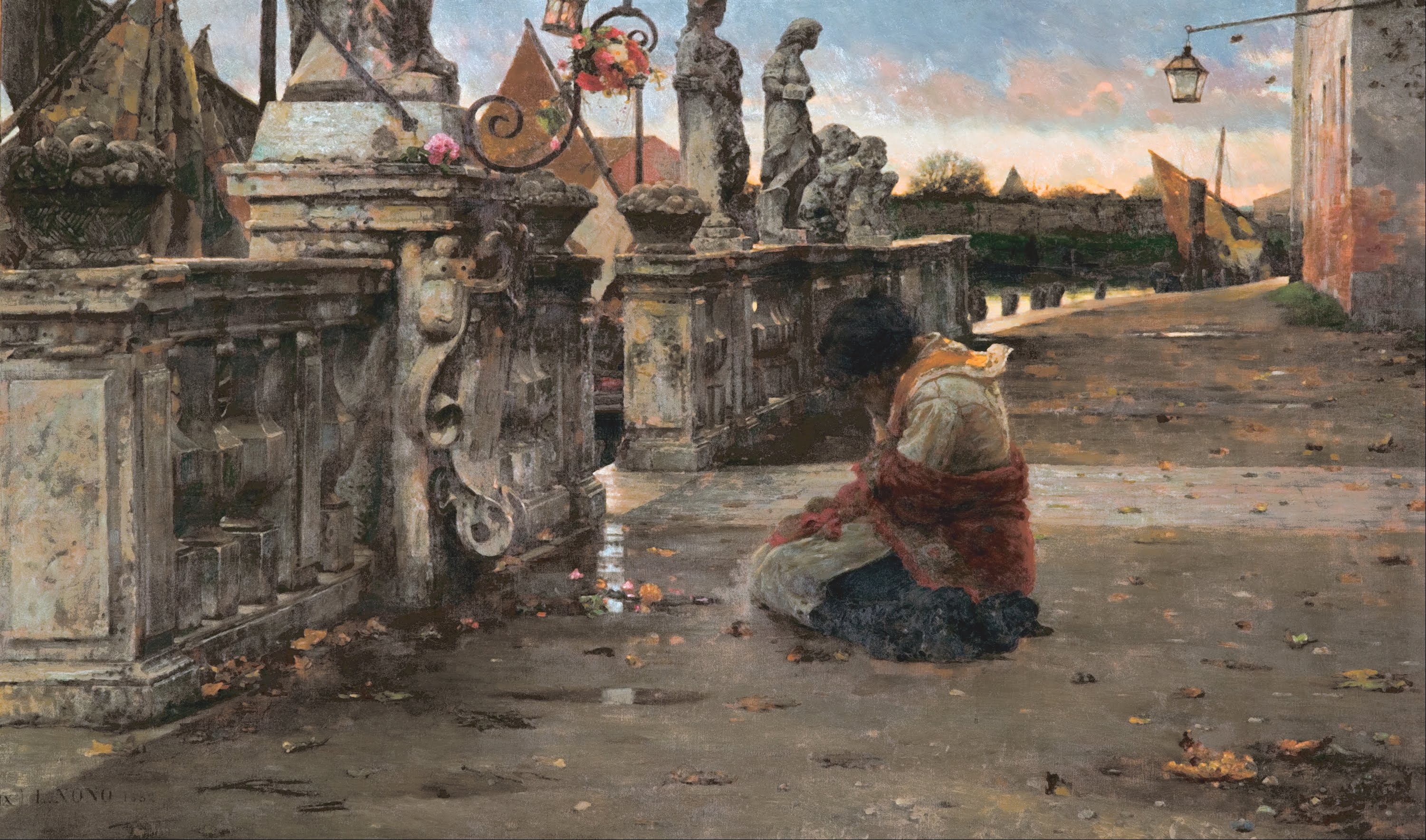
「祈る女」
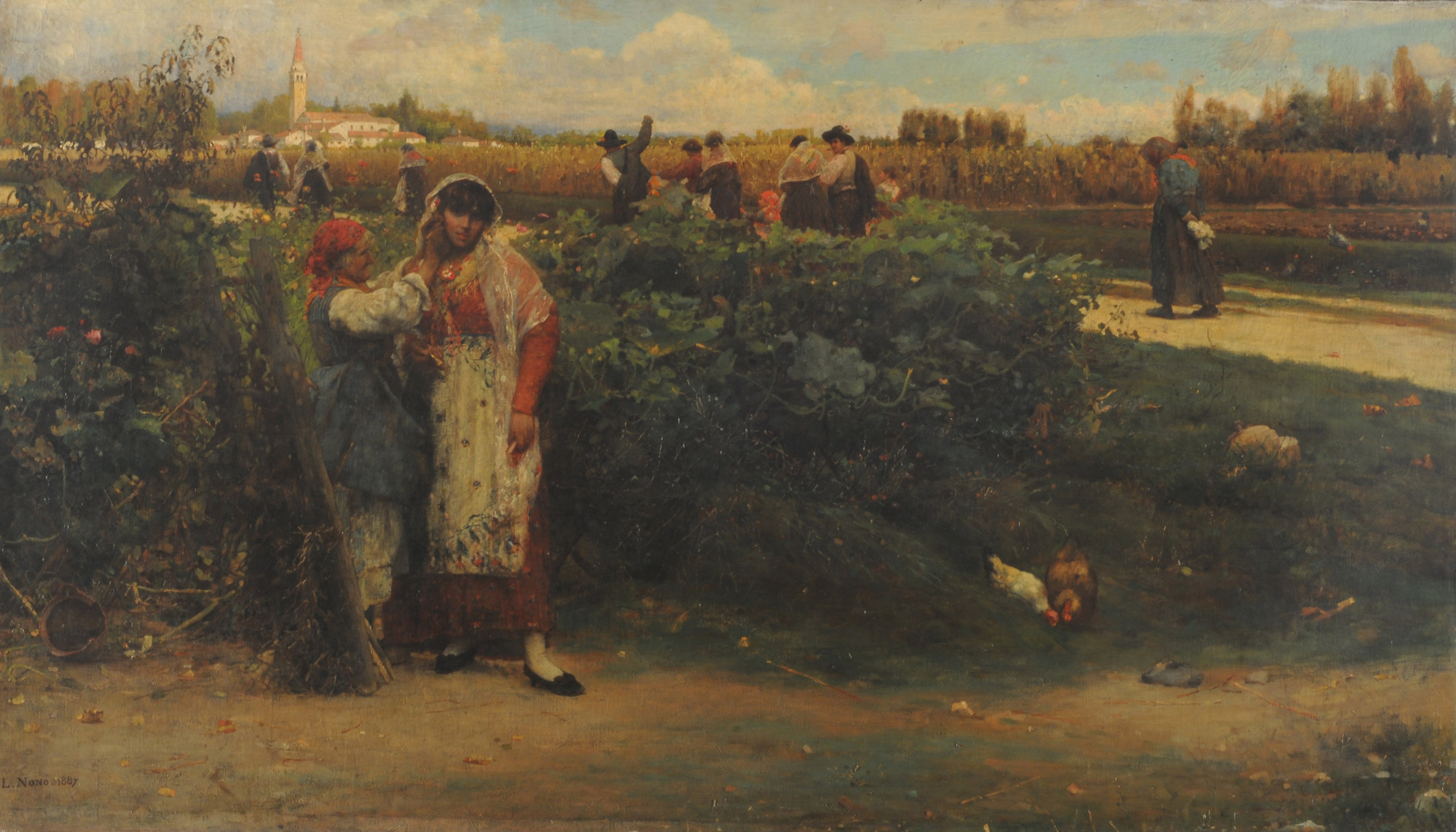
祭りに向かう
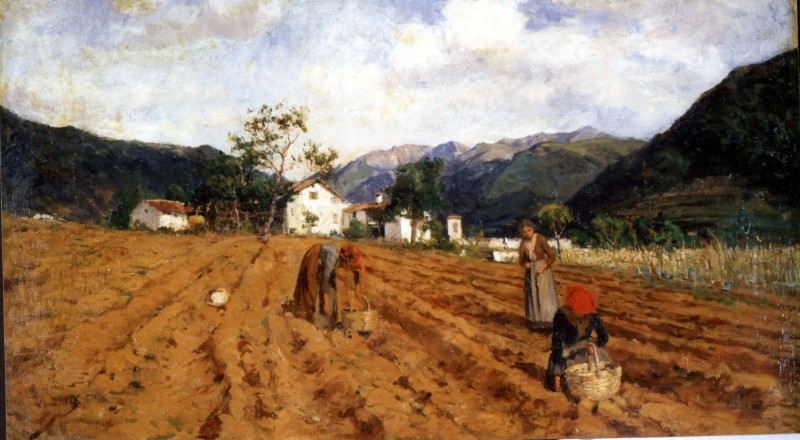
ジャガイモの収穫 (1877)